# ستيفن شارب
ستيفن شارب (22 سبتمبر 1962 في المملكة المتحدة - ) (بالإنجليزية: Steven Sharp)‏ هو لاعب كريكت بريطاني. لعب مع Cumbria County Cricket Club ‏ والمقاطعات الوطنية للكريكيت الإنجليزي والويلزي ‏.

## وصلات خارجية
- ستيفن شارب على موقع إي آس بي آن كريك إنفو (الإنجليزية)